# 巴西特 (堪薩斯州)
巴西特（英語：Bassett）是一個位於美國堪薩斯州艾倫縣的城市。

## 地方資料
根據2010年美國人口普查的數據，巴西特的面積為0.25平方千米，當中陸地面積為0.17平方千米，而水域面積為0.08平方千米。當地共有人口14人，而人口密度為每平方千米56人。